# 2024年5月太阳风暴
2024年5月太陽風暴是2024年5月10日至13日第25太陽週期期間發生的一系列含有極端太陽耀斑，强烈的太阳质子事件和磁暴成分的強勁太阳风暴。這場地磁風暴是自2003年以來影響地球最強烈的一次，在南北半球的異常低緯度地區產生出極光。

## 太陽耀斑和日冕物質拋射
2024年5月8日，一個獲美國國家海洋和大氣管理局（NOAA）編號為13664（AR3664）的太陽活躍區域產生一個X1.0級和多個M級的太陽耀斑，並向地球進行幾次日冕物質拋射。5月9日，活躍區產生出X2.25級和X1.12級太陽耀斑，每個耀斑均與全光暈日冕物質拋射相關。5月10日，該區產生出一個X3.98級太陽耀斑，並於協調世界時5月11日凌晨1時23分又產生出另一個X5.4-5.7級太陽耀斑，並伴有另一次不對稱的全光暈日冕物質拋射。該區還引發一場S1級太陽輻射風暴，那場風暴最高達到S2級。5月14日，當最活躍的區域3664自轉超出太陽西緣時，產生出最強的太陽耀斑——X8.7級，導致R3級（強烈）的無線電收到阻塞。
5月15日，耀斑區域AR3685在太陽的東側發射出X2.9級太陽耀斑，並在翌日引致地球出現G2級地磁風暴。

## 磁暴

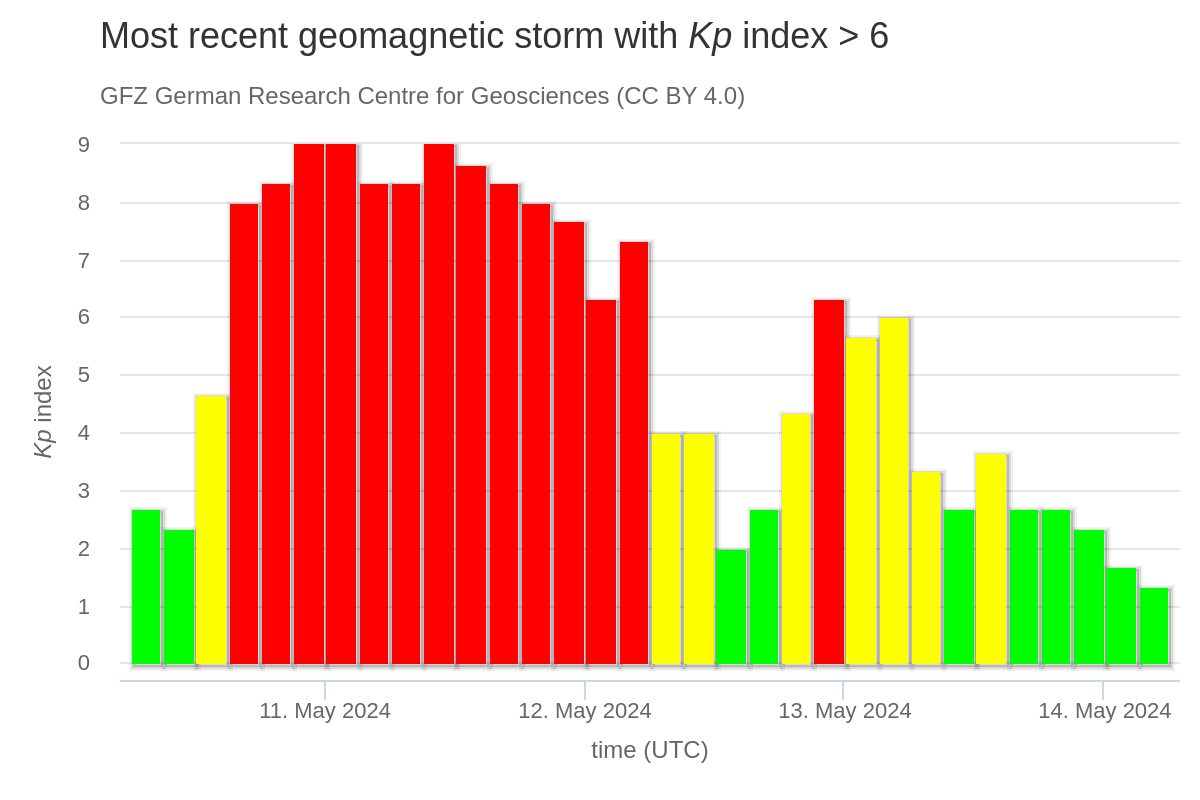
2024年5月10日至14日每三小時的Kp-指標值

由於行星際磁場強度達到73nT（納特斯拉），地球磁軸的南向量達到-50nT，太陽風密度較高，太陽風速度在5月11日至12日（協調世界時）期間達到每秒750至800公里，被歸類為G5級地磁風暴（Kp = 9），使其成為自2003年萬聖節太陽風暴以來最強烈的風暴。其餘幾次日冕物質拋射預計將於5月11日至12日抵達地球。

### 與其他磁暴的比較
地磁擾動指數（Dst指數）是一項測量太空天氣的標準。地磁擾動指數為負值時意味着地磁场正在減弱。在太陽風暴期間尤其如此，地磁擾動指數的負數值越大，表示太陽風暴越強。
2003年萬聖節太陽風暴的最低地磁擾動指數為-383 nT，而2003年11月20日的另一場風暴達到-422 nT，但仍未達到G5級。1989年3月磁暴的最低地磁擾動指數為-589 nT，而1921年5月磁暴估計的最低地磁擾動指數為-907±132 nT。1859年卡灵顿事件中的超級風暴其最低地磁擾動指數估計在-800 nT到-1750 nT之間。
2024年5月太陽風暴的最低地磁擾動指數於5月11日達到-412 nT。

## 極光觀測
2024年5月8日發生的三次日冕物質拋射於5月10日到達地球，造成嚴重到極強的地磁風暴，並伴隨着明亮且非常持久的極光。
在北美洲，美國各地南至佛羅里達群島，以及墨西哥的尤卡坦半島、巴哈馬、牙買加和波多黎各等地都可以看見極光。夏威夷州也看到極光。
歐洲各地南至葡萄牙、西班牙和意大利撒丁島都可以看見極光。非洲阿爾及利亞和加那利群島也能看見極光。
在亞洲，土耳其、塞浦路斯、伊朗、日本、印度北部、大韓民國以及华北地区可以看到極光，包括乌鲁木齐和北京附近的地區。
在澳洲，北至昆士蘭州的汤斯维尔和麥凱都能看見極光，而在南半球的其他地區，新西蘭、智利、阿根廷、南非，以及北至的新喀里多尼亞、烏拉圭、巴西南部和納米比亞都能看見極光。
雖然可以在全球許多地方透過相機看見極光，但在距離兩極較遠的地方，極光不太明亮，它們通常會顯得不飽和、消色差，甚至因為薄暮現象而令肉眼無法看見。
自上次G5級磁暴（2003年）以來，相機技術有所改進，即使是標準手機相機也有足夠的靈敏度來捕捉極光的顏色。因此，極光的相片在社交媒體上廣泛流傳，公眾在太陽風暴期間感到莫大興奮。民眾能夠藉這次大規模記錄極光更深入地了解這種現象。

## 影響
由於風暴增加電離層D層的密度，傳播受干擾，它為地面廣播和雙向無線電通訊帶來負面影響，特別是對高頻段，對甚高頻和特高頻段的影響程度較低。
在加拿大，卑詩水電公司和魁北克水電公司表示，他們已為這場風暴做好準備，並在5月10日至11日風暴噴射物襲擊地球時對其進行監測。與1989年的前一次太陽風暴導致魁北克省長達九小時的停電不同，當局並沒有收到由這次風暴造成停電的報導。
在新西蘭，新西蘭輸電公司宣布進入電網緊急狀態，並停止一些輸電線路的服務以預防風暴。
在中國大陸，国家空间天气监测预警中心在北京时间5月11日上午9時發佈地磁暴紅色預警，預料之後仍會出現高強度的地磁暴。中心表示中國大陸境內的電離層會受干擾，短波通信和導航定位會受到不同程度的影響。另外，高層大氣密度顯着增加，會導致低軌衛星軌道衰減加劇。
在美國，電信公司AT&T和T-Mobile表示，他們已準備好應對網路中斷，但由於網路依賴的頻率與受干擾影響的高頻段不同，因此預計電訊服務不太可能受到重大影響。美國國家海洋和大氣管理局報告指，電網存在不規則現象，全球定位系統和高頻無線電通訊性能有所下降，聯邦緊急事務管理署和美國能源部均報告指，風暴對當地人口沒有重大影響。
约翰迪尔、即時運動定位、全球定位系統設備的農業用戶報告指，在磁暴期間，位置精確度明顯下降。由於精準農業使用全球定位系統接收器引導拖拉機，部分農業工人被迫完全暫停種植活動。
維多利亞大學研究人員發現，地磁風暴觸發部署在海面下2.7公里深處的海底觀測站中的指南針。
一些在暴風雨期間飛行的無人機出現異常行為，包括難以保持一個穩定的懸停、全球定位系統訊號中斷，以及在某些情況下突然失控導致墜機。無人機在飛行過程中依靠全球定位系統和磁訊號來保持位置，而這些訊號會受到地磁活動影響。
協調世界時5月13日凌晨0時19分，GOES-16衛星（位於GOES東側位置，主要運行對地靜止氣象衛星，提供以美洲為中心的視圖）停止傳輸所有資料。近兩小時後GOES-16衛星恢復資料傳輸。此後不久，該衛星出現第二次資料傳輸遺失，從凌晨3時19分到凌晨3時30分持續了11分鐘。
其他對衛星服務的影響包括星链的低軌道衛星群，由於本次太陽風暴的強度極高，這些衛星的服務質素有所下降，但仍能維持運作。

## 图集
在全世界多地，即使是遠離磁極的地區都可以看見極光。以下圖片庫是在5月10日至11日夜間所拍攝的極光。
- 澳洲墨爾本（南緯38度）
- 加拿大溫哥華（北緯49度）
- 智利基利翁（南緯37度）
- 克羅地亞薩格勒布（北緯46度）
- 墨西哥馬薩特蘭（北緯23度）
- 新西蘭奧克蘭（南緯37度）
- 波蘭克拉科夫（北緯50度）
- 西班牙拉斯帕爾馬斯（北緯28度）
- 英格蘭布兰福德福勒姆（北緯51度）
- 南卡羅來納州帕利斯島（北緯33度）